# Emulsionsspaltanlage

Koaleszenz

Emulsionsspaltanlagen haben in der Abwassertechnik die Aufgabe, Emulsionen in ihre Bestandteile zu spalten. Im Normalfall handelt es sich dabei um Emulsionen von Leichtstoffen (d. h. Stoffe mit geringerer Dichte als Wasser, wie z. B. Öl oder Benzin) in Wasser.
Am Ende des Prozesses koaleszieren die winzigen Leichtstoff-Tröpfchen zu einer kohärenten Phase, die dann abgeschieden und entsorgt bzw. recycelt werden kann.

## Verfahren
Es gibt eine ganze Reihe verschiedenartiger Verfahren, mit deren Hilfe eine Emulsionsspaltung erreicht werden kann, auch in Kombination.  Dabei spielt häufig die elektrische Ladung der Tröpfchen eine Rolle. Bei den thermischen Verfahren nutzt man die höheren Siedepunkte der Leichtstoffe aus. Zur Unterstützung der Verfahren müssen die Emulsionen gegebenenfalls speziell konditioniert werden.
Bei bestimmten Verfahren spricht man vom „Brechen“ der Emulsion.
Im Einzelnen handelt es sich um die folgenden:
- Adsorption:
  - an hydrophober Kieselsäure
  - an Kieselgur
  - an Aktivkohle

- Biologische Verfahren:
  - Belebtschlammverfahren

- Chemische Verfahren:
  - Zusatz von Säuren (Salzsäure, Schwefelsäure)
  - Zusatz von Salzen mehrwertiger Metalle (Aluminium-, Eisen-, Magnesiumsalze)
  - Zusatz von organischen Spaltern (Demulgatoren/kationische Tenside: tertiäre bzw. quartäre Polyamine bzw. Polyamid-Amine)
  - UV-Oxidation (mit Wasserstoffperoxid)

- Elektrische Verfahren:
  - Elektroflotation (mit Sauerstoff- und Wasserstoff aus Elektrolyse; siehe auch Flotation)
  - Elektrokoagulation
  - Elektrophorese

- Filtration:
  - Membranfiltration (Mikrofiltration, Ultrafiltration)

- Flotation mit vorhergehender Flockung/Koagulation:
  - Druck-Entspannungsflotation (mit Luft)
  - Elektroflotation (mit Sauerstoff- und Wasserstoff aus Elektrolyse; siehe auch elektrische Verfahren)

- Mechanische Verfahren:
  - Koaleszenzabscheider
  - Zentrifugieren (Dekanter)

- Thermische Verfahren:
  - Erhitzen zur Unterstützung anderer Verfahren
  - Dünnschichtverdampfer
  - Tauchbrenner
  - Umlaufverdampfer